# Pseudoxenodon stejnegeri
Espèce
Synonymes
- Tropidonotus dorsalis Günther, 1864
- Pseudoxenodon dorsalis (Günther, 1864)
- Pseudoxenodon macrops var. sauteri Steindachner, 1913
- Pseudoxenodon striaticaudatus Pope, 1928
- Pseudoxenodon nothus Smith, 1942

Statut de conservation UICN

 LC  : Préoccupation mineure
Pseudoxenodon stejnegeri est une espèce de serpents de la famille des Pseudoxenodontidae.

## Répartition
Cette espèce se rencontre en Chine et à Taïwan.

## Description
L'holotype de Pseudoxenodon stejnegeri mesure 470 mm dont 100 mm pour la queue.

## Sous-espèces
Selon The Reptile Database (10 septembre 2013) :
- Pseudoxenodon stejnegeri stejnegeri Barbour, 1908
- Pseudoxenodon stejnegeri striaticaudatus Pope, 1928

## Étymologie
Cette espèce est nommée en l'honneur de Leonhard Hess Stejneger.

## Publications originales
- Barbour, 1908 : Some New Reptiles and Amphibians. Bulletin of the Museum of Comparative Zoology at Harvard College, vol. 51, p. 315-325 (texte intégral).
- Pope, 1928 : Seven new reptiles from Fukien Province, China. American Museum Novitates, no 320, p. 1-6 (texte intégral).